# The Enemies of Reason
The Enemies of Reason este un film documentar în două părți (Slaves to Superstition și The Irrational Health Service). Este scris și prezentat de biologul evoluționist Richard Dawkins care prezintă realizări ale științei, descriindu-le ca fiind eliberări de superstiție și dogmă precum și tot mai des întâlnita suspiciune a publicului asupra medicinei bazate pe știință, în ciuda succeselor pe care le are precum vaccine, antibiotice și prelungirea mediei de viață.